# Krilovka (Tomsk)
|  | Per a altres significats, vegeu «Krilovka». |

Krilovka (en rus: Крыловка) és un poble de l'óblast de Tomsk, a Rússia, que el 2021 tenia 98 habitants.